# Василівка (Березівська сільська громада)
Васи́лівка (до 1939 року — хутір Василевського) — село в Україні, у Березівській сільській територіальній громаді Житомирського району Житомирської області. Кількість населення становить 299 осіб (2001). У 1923—2020 роках — адміністративний центр колишньої Василівської сільської ради.

## Загальна інформація
Розміщується за 25 км від обласного і районного центру, м. Житомир, та залізничної станції Житомир.

## Населення
Наприкінці 19 століття в поселенні проживало 180 мешканців, дворів — 28, у 1906 році — 184 жителі, дворів — 28, у 1923 році — 97 дворів та 551 мешканець.
Станом на 1972 рік кількість населення становила 464 особи, дворів — 155.
Відповідно до результатів перепису населення СРСР, кількість населення, станом на 12 січня 1989 року, становила 338 осіб. Станом на 5 грудня 2001 року, відповідно до перепису населення України, кількість мешканців села становила 299 осіб.

## Історія
Засноване у XVIII столітті, на місці родовища болотної залізної руди. У 1800 році збудовано чавуноливарний завод, який згодом закрили.
Наприкінці 19 століття — хутір Василевського (пол. Wasiliewskiego) Троянівської волості Житомирського повіту, за 17 верст від Житомира.
У 1906 році — хутір Василевського (рос. дореф. Василевскаго) Троянівської волості (6-го стану) Житомирського повіту Волинської губернії. Відстань до губернського та повітового центру, м. Житомир, становила 19 верст, до волосного центру, містечка Троянів — 30 верст. Найближче поштово-телеграфне відділення розташовувалося у Житомирі.
У 1923 році увійшов до складу новоствореної Василівської сільської ради, яка, 7 березня 1923 року, включена до складу новоутвореного Троянівського району Житомирської (згодом — Волинська) округи; адміністративний центр ради. Розміщувалося за 35 верст від районного центру, міст. Троянів.
28 вересня 1925 року, в складі сільської ради, переданий до Пулинського району, 9 вересня 1926 року — до складу Мархлевського району, 17 жовтня 1935 року — до складу Житомирської міської ради Київської області. У 1939 році віднесений до категорії сіл. 14 травня 1939 року, відповідно до указу Президії Верховної ради Української РСР «Про утворення Житомирського сільського району Житомирської області», разом із сільською радою, включене до складу новоутвореного Житомирського району Житомирської області.
На фронтах Другої світової війни воював 61 житель села, з них 37 загинуло, 24 — нагороджено орденами й медалями СРСР. На їх честь споруджено пам'ятник.
В радянські часи в селі розміщувалася центральна садиба колгоспу, який обробляв 3,3 тис. га землі, в тому числі 2,5 тис. га ріллі. Господарство вирощувало зернові культури, льон, картоплю, хміль, мало розвинуте м'ясо-молочне тваринництво.
В селі були початкова школа, будинок культури, дві бібліотеки, медпункт.
30 червня 1962 року, в складі сільської ради, передане до Коростишівського району, 4 січня 1965 року повернуте до складу відновленого Житомирського району.
12 червня 2020 року територію та населені пункти Василівської сільської ради, відповідно до розпорядження Кабінету Міністрів України № 711-р «Про визначення адміністративних центрів та затвердження територій територіальних громад Житомирської області», включено до складу Березівської сільської територіальної громади Житомирського району Житомирської області.